# Apă de gură

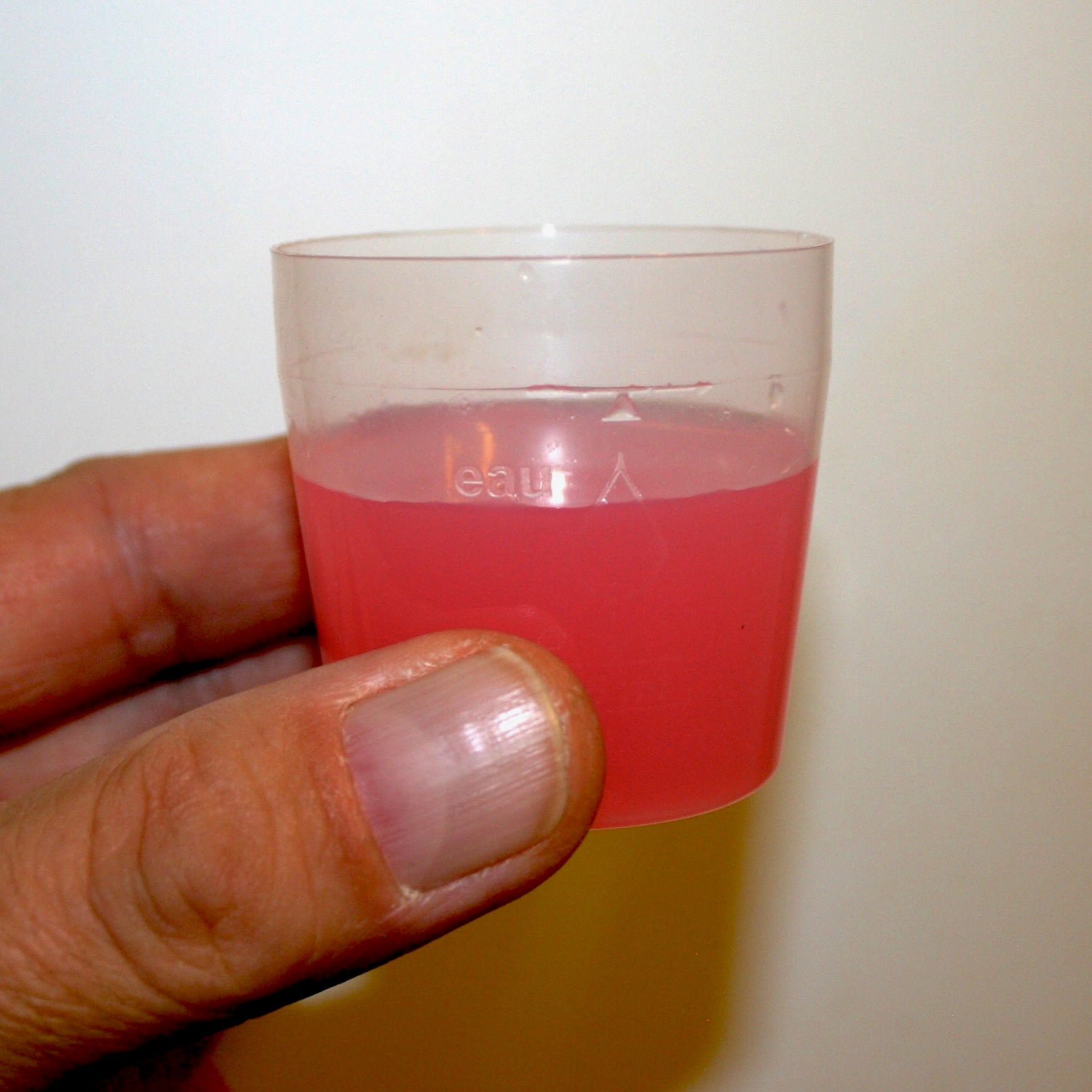
Apă de gură

Apa de gură este un produs utilizat pentru a îmbunătăți igiena orală și a combate apariția cariilor dentare.

## Igienă
Unii producători de apă de gură susțin că clătirea cu apă de gură este antiseptică, în special când este folosită clorhexidina, și ucide placa dentară care cauzează carii, gingivită și respirație urât mirositoare. Apa de gură anti-carii include fluor pentru a preveni apariția cariilor dentare. Cu toate acestea, este general recunoscut faptul că utilizarea apei de gură nu înlocuiește periajul dinților sau folosirea aței dentare.
Pentru curățarea gurii poate fi folosit și un produs pe bază de ulei.